# Blinky Blinky Computerband
Blinky Blinky Computerband ist ein Strange-Electro-Pop-Projekt, das 2012 in Cremlingen, Deutschland, von Olaf Krautwurst gegründet wurde.

## Geschichte
Blinky Blinky Computerband wurde im Jahr 2012 von Olaf Krautwurst als Nachfolger seines Projektes Inside Agitator (1994–2012) gegründet. Davor hatte er im Zeitraum zwischen 1992 und 2012 weitere Projekte wie zum Beispiel Ultrasonic, Dark Ghost Dream, Abnormal Dysfunction, The Ghost Killer oder aber auch Living In Two Worlds, das er zusammen mit Ulk W. der Gruppe Resist aus Königslutter für zwei Titel im Jahr 1993 gründete.
Der Name Blinky Blinky Computerband entstammt einem Facebook-Kommentar eines Videos, in dem „vor sich hin blinkende“ Software-Synthesizer als „Blinki Blinki Computerband“ bezeichnet wurden. Da das Projekt Inside Agitator im Jahr 2012 in einem kreativen Tief steckte, wurde dieser Kommentar in englischer Form zur Gründung eines neuen Projekts verwendet, um neu zu starten. Da mit Blinky Blinky Computerband keine feste Musikrichtung angepeilt war, wurde mit „Strange Electro Pop“ auch gleich eine passende Bezeichnung für die aus meist elektronischen Musikrichtungen kreierte Mischung erdacht.
Alle Studio-Arbeiten wie Komposition, Texte, Recording, Mixing, Mastering, CD- und Merchandise-Design bis zur fertigen CD und Live-Shows werden von Olaf Krautwurst durchgeführt. Blinky Blinky Computerband ist streng genommen keine „Band“, sondern ein „Ein-Mann-Studio-Projekt“, bei dem es aktuell eine klare Trennung zwischen „Studio“ und „Live“ gibt. Entsprechend gibt es auch nicht „die Blinky Blinky Computerband“ und man kann auch keinen Track von „der Blinky Blinky Computerband“ spielen.

### 2012–2015
Zwischen 2012 und 2015 wurden drei Alben und neun Singles veröffentlicht, die es nur als digitale Veröffentlichungen und CD-R gab. Mit der Doppel-CD „Strange Electro Pop“, die auch im Jahr 2015 erschien, gab es dann erstmalig Musik von Blinky Blinky Computerband auf gepressten CDs. Diese CD ist eine Compilation und enthält fast komplett die Veröffentlichungen, die zwischen 2012 und 2015 herauskamen. In diesem Zeitraum arbeitete Olaf mit verschiedenen Gästen, die Texte und Gesang bzw. in einem Fall Gitarre zu verschiedenen Stücken beitrugen. Diese Gäste waren Der Erlenator, Van Bauseneick, Henning Reuter, Perma F, Michael „Arni“ Arnold.

### 2016
Im Jahr 2016 wurden mit „Fractured Sign“ ein experimentelles Album und mit „For A Better World“ ein EBM- und Synthiepop-Album veröffentlicht. Dazu gab es weiterhin sechs digitale Singles, von denen vier als Auskopplungen zu dem Album „For A Better World“ mit Remixen und Bonus-Stücken veröffentlicht wurden. Als Gäste waren in diesem Jahr Darrin Campbell Huss (Psyche), Henning Reuter, Van Bauseneick sowie Michael „Arni“ Arnold dabei. Am 1. Oktober 2016 gab es den ersten Live-Auftritt von Blinky Blinky Computerband beim „Strange Electro Pop Festival“ im Tegtmeyer in Braunschweig.

### 2017–2018
In diesen zwei Jahren wurden fast ausschließlich Digital-Singles und digitale Compilations veröffentlicht. Ausnahmen sind die experimentellen Alben „Blue Ice“ und „Dystopia“ sowie die nur auf Kassette erschienene Compilation „Thirteen Tracks on Tape“.

### 2019–2020
Im Jahr 2019 wurde mit „Inner Conflict“ ein weiteres EBM- und Synthiepop-Album veröffentlicht, das u. a. den Titel „Nothing Wrong“ enthält. Zu diesem Album gab es mit „Inner Conflict / Reworks & Outtakes“ eine Veröffentlichung, die Remixe von Albumstücken enthält. Als Remixer waren u. a. Per-Anders Kurenbach (Ex-Psyche, Nine Circles), Jeff Appleton und Restriction 9 dabei. Weiterhin gab es mehrere nur als Digital-Veröffentlichung erhältliche Compilations. Mit „Experimente Eins“ gab es im Jahr 2020 die einzige und auch nur digital erhältliche Veröffentlichung.

### 2021
Neben drei Digital-Veröffentlichungen gab es mit „Electrostatic Interference“ im Jahr 2021 ein neues Experimental-Album. Weiterhin wurden finanziert durch eine „GoFundMe“-Kampagne in diesem Jahr sechs weitere bis zu diesem Zeitpunkt nur digital und als CD-R erhältliche Alben in Auflagen von je 300 Stück gepresst. Ein weiteres Highlight dieses Jahres war der Auftritt als Headliner am 6. November 2021 beim „Dark Indie Electro Festival“ im KufA-Haus Braunschweig.

### 2022
In diesem Jahr gab es mit „Geistmaschine“ ein neues Experimental-Album, mit „Scattered Bones“ eine Raritäten-Compilation und mit „Ten Years 2012–2022“ ein Best-of-Album als CD-Veröffentlichungen sowie mit dem Album „Shattered Origins“ ein neues EBM-, Industrial- und Synthiepop-Album. Dieses Album erschien in einer normalen CD-Auflage sowie in einer auf 33 Stück limitierten Box mit T-Shirt, Feuerzeug und weiteren Goodies. Drei Live-Auftritte, darunter Auftritt beim „Ein guter Jahrgang Festival“ (eine private Geburtstagsfeier) am 10. September 2022 in Preussisch Oldendorf, bei dem Blinky Blinky Computerband in der Besetzung mit Olaf, Torsten und Arni auftrat.

### 2023
Blinky Blinky Computerband trat beim „Strange Electro Pop Festival II“ am 28. Januar 2023 im KufA-Haus Braunschweig auf.

## Veröffentlichungen
(Quelle: )

### CD-Veröffentlichungen
| Katalog-Nr.        | Titel                               | VÖ   | Info                 |
| ------------------ | ----------------------------------- | ---- | -------------------- |
| BBCom Music CD 001 | Strange Electro Pop                 | 2012 | Doppel-CD, 35 Tracks |
| BBCom Music CD 002 | Fractured Sign                      | 2016 | CD, 17 Tracks        |
| BBCom Music CD 003 | For A Better World                  | 2016 | CD, 17 Tracks        |
| BBCom Music CD 004 | Inner Conflict                      | 2019 | CD, 16 Tracks        |
| BBCom Music CD 005 | Dystopia / Blue Ice                 | 2019 | CD, 14 Tracks        |
| BBCom Music CD 006 | Electrostatic Interference          | 2021 | CD, 15 Tracks        |
| BBCom Music CD 007 | Collide (A Collection Of Music)     | 2021 | CD, 14 Tracks        |
| BBCom Music CD 008 | The Geometry Of Finite Reflections  | 2021 | CD, 14 Tracks        |
| BBCom Music CD 009 | Inner Conflict / Reworks & Outtakes | 2021 | CD, 14 Tracks        |
| BBCom Music CD 010 | P / PM / DIC                        | 2021 | CD, 10 Tacks         |
| BBCom Music CD 011 | What's Your Frequency               | 2021 | CD, 16 Tracks        |
| BBCom Music CD 012 | What's Your Frequency II            | 2021 | CD, 12 Tracks        |
| BBCom Music CD 013 | Scattered Bones                     | 2022 | CD, 15 Tracks        |
| BBCom Music CD 014 | Ten Years 2012–2022                 | 2022 | CD, 19 Tracks        |
| BBCom Music CD 015 | Geistmaschine                       | 2022 | CD, 16 Tracks        |
| BBCom Music CD 016 | Shattered Origins                   | 2022 | CD, 15 Tracks        |

### Digital- und CD-R-Veröffentlichungen 2012–2022
Album: We Are ..., Requiem für seltsame Kreaturen, Passengers Of Tomorrow, Four On One, Jammern & Grillen, Live @ Strange Electro Pop Festival
Singles: Sacred Pills, Berlin Walls, Dem Tod den Tod, Stille, Love & Hate, Getting The Cold Kill, 1378 (25 Years Of Wiedervereinigung), Electric Mushrooms, Cellular Circuits, Up Close, Killing Machine, Words & Inspiration, Ich will nicht tanzen, I Want You, Birth School Work Death, Cut The Strings, Through The Green Desert, Collection Of Stones, Experimente Eins - Drei, Be Like Me, I See You, Cotton Candy
Der größte Teil dieser Veröffentlichungen wurde teils in anderen Zusammenstellungen auf CD wieder veröffentlicht.

### Remixes
Olaf von Blinky Blinky Computerband produziert neben eigener Musik auch Remixes für andere Künstler. Dazu gehören u. a. Attrition, Arctic Sunrise, Tears for Fears, Jeff Appleton, MRDTC, Parralox, Perma F, Restriction 9, Stahlschlag. Insgesamt sind bis heute knapp 50 Remixes entstanden.

## Live
| Datum      | Veranstaltung                   | Ort                            | Besetzung                         | weitere Bands                                                 |
| ---------- | ------------------------------- | ------------------------------ | --------------------------------- | ------------------------------------------------------------- |
| 01.10.2016 | Strange Electro Pop Festival    | Tegtmeyer, Braunschweig        | Olaf, Arni, Matze, Henning        | Psyche, Infernosounds, Synergy                                |
| 16.03.2019 | Twitch Streaming Event          | BBCom Music Studio, Cremlingen | Olaf, Torsten                     | -                                                             |
| 06.11.2021 | Dark Indie Electro Festival     | KufA-Haus, Braunschweig        | Olaf, Torsten, Matze              | System Noire, Ashes'n'Androids, Beyond Border                 |
| 19.11.2021 | Tankbar Festival                | Tankbar, Leipzig               | Olaf, Renée (Gast)                | System Noire, Unterschicht, Painbastard                       |
| 08.07.2022 | Pandora's Box                   | KufA-Haus, Braunschweig        | Olaf, Torsten, Matze, Arni        | -                                                             |
| 20.08.2022 | Live before Burning Beats       | KufA-Haus, Braunschweig        | Olaf, Torsten, Matze              | -                                                             |
| 10.09.2022 | Ein guter Jahrgang              | Preussisch Oldendorf           | Olaf, Torsten, Arni               | E-Aldi, The Amazing Maze, The Escape, Alphamay, Leding        |
| 28.01.2023 | Strange Electro Pop Festival II | KufA-Haus, Braunschweig        | Olaf, Torsten, Arni, Renée (Gast) | Stahlschlag, DPoint, Parade Ground (für Psyche eingesprungen) |